# Picconia excelsa
Picconia excelsa är en art av Picconia inom syrenväxterna, endemisk för Makaronesien och som förekommer på Kanarieöarna och Madeira.

## Utseende
Picconia excelsa är en städsegrön buske eller litet träd som kan bli 10 meter högt, och som ofta blir högre än den andra arten inom släktet, Picconia azorica. Bladen är 6–8 cm. Frukten är en stenfrukt som är  1–2 cm långa.
Den hotas av habitatförstöring med kategoriseras som livskraftig.